# Basket-ball aux Jeux de la Francophonie de 2023
 (avril 2025).
Si vous disposez d'ouvrages ou d'articles de référence ou si vous connaissez des sites web de qualité traitant du thème abordé ici, merci de compléter l'article en donnant les références utiles à sa vérifiabilité et en les liant à la section « Notes et références ».
Navigation
Abidjan 2017
Le tournoi de basket-ball des Jeux de la Francophonie de 2023 a lieu au stade des Martyrs de Kinshasa, en république démocratique du Congo, du 27 juillet au 5 août 2023. Seules les sélections féminines de moins de 25 ans participent à la compétition, qui se conclut sur la victoire du Sénégal.

## Médaillés
| Épreuves | Or | Argent | Bronze |
| -------- | --- | --- | --- |
| Femmes   | Sénégal Aminata Fall Seynabou Ndoye Seynabou Dieye Mame Coumba Fall Coumba Niang Julie Dacosta Aminata Ly Khadija Faye Ndioma Kane Aissatou Mame Fall Khadidiatou Bigue Sarr Laurence Sabine Diedhiou | Cameroun Michelle Noelle Nkolo Alie'A Vafon Joko Sema Ekah Paule Nkwetchou Njoukwe Salomé Bella Belong Loica Djuessie Youta Myriam Guiolobo Josiane Feumba Damaris Phalonne Emedie Audrey Batchaya Djofang Josiane Tcheumeleu Tientcheu | Madagascar Harisoa Hajanirina Nahitantsoa Rakotobe Marion Rasolofoson Elinah Ranarisaona Setratiana Manohisoa Avotra Marson Minaoharisoa Jaofera Malala Rasendrarison Harimihanta Andriatahina Jessica Vavisoa Angelissa Velontiana Lalaina Rasoanomenjanahary |

## Compétition

### Phase de groupes
Légende des classements
- Qualifié pour les quarts de finale
- Éliminé
- Forfait

#### Groupe A
| Rang | Équipe   | Pts | J | G | P | Pp  | Pc  | Diff |  | Résultats |  |         |         |          |
| ---- | -------- | --- | - | - | - | --- | --- | ---- |  | --------- |  | ------- | ------- | -------- |
| 1    | Liban    | 6   | 3 | 3 | 0 | 255 | 133 | 122  |  | Liban     |  | 68 - 57 | 61 - 53 | 126 - 23 |
| 2    | Roumanie | 5   | 3 | 2 | 1 | 255 | 176 | 79   |  | Roumanie  |  |         | 73 - 65 | 125 - 43 |
| 3    | RD Congo | 4   | 3 | 1 | 2 | 215 | 151 | 64   |  | RD Congo  |  |         |         | 97 - 17  |
| 4    | Tchad    | 3   | 3 | 0 | 3 | 83  | 348 | -265 |  | Tchad     |  |         |         |          |

#### Groupe B
Haïti déclare forfait.
| Rang | Équipe              | Pts | J | G | P | Pp  | Pc  | Diff |  | Résultats           |  |         |         |        |
| ---- | ------------------- | --- | - | - | - | --- | --- | ---- |  | ------------------- |  | ------- | ------- | ------ |
| 1    | Sénégal             | 6   | 3 | 3 | 0 | 207 | 47  | 160  |  | Sénégal             |  | 92 - 29 | 95 - 18 | 20 - 0 |
| 2    | Bénin               | 5   | 3 | 2 | 1 | 123 | 144 | -21  |  | Bénin               |  |         | 74 - 52 | 20 - 0 |
| 3    | République du Congo | 4   | 3 | 1 | 2 | 90  | 169 | -79  |  | République du Congo |  |         |         | 20 - 0 |
| 4    | Haïti               | 0   | 3 | 0 | 3 | 0   | 60  | -60  |  | Haïti               |  |         |         |        |

#### Groupe C
| Rang | Équipe     | Pts | J | G | P | Pp  | Pc  | Diff |  | Résultats  |  |         |         |
| ---- | ---------- | --- | - | - | - | --- | --- | ---- |  | ---------- |  | ------- | ------- |
| 1    | Cameroun   | 4   | 2 | 2 | 0 | 131 | 118 | 13   |  | Cameroun   |  | 70 - 66 | 61 - 52 |
| 2    | Madagascar | 3   | 2 | 1 | 1 | 86  | 70  | 16   |  | Madagascar |  |         | 20 - 0  |
| 3    | Tunisie    | 1   | 2 | 0 | 2 | 52  | 81  | -29  |  | Tunisie    |  |         |         |

### Tableau final
|  | Quarts de finale                  | Quarts de finale                  | Quarts de finale                  | Quarts de finale                  |            |            | Demi-finales                    | Demi-finales                    | Demi-finales                    | Demi-finales                    |                                 |                                 | Finale                          | Finale                          | Finale                          | Finale                          |
|  |                                   |                                   |                                   |                                   |            |            |                                 |                                 |                                 |                                 |                                 |                                 |                                 |                                 |                                 |                                 |
|  | 1er août 2023, 12 h 15 – Kinshasa | 1er août 2023, 12 h 15 – Kinshasa | 1er août 2023, 12 h 15 – Kinshasa | 1er août 2023, 12 h 15 – Kinshasa |            |            | 3 août 2023, 16 h 45 – Kinshasa | 3 août 2023, 16 h 45 – Kinshasa | 3 août 2023, 16 h 45 – Kinshasa | 3 août 2023, 16 h 45 – Kinshasa |                                 |                                 | 5 août 2023, 19 h 00 – Kinshasa | 5 août 2023, 19 h 00 – Kinshasa | 5 août 2023, 19 h 00 – Kinshasa | 5 août 2023, 19 h 00 – Kinshasa |
|  | 1er août 2023, 12 h 15 – Kinshasa | 1er août 2023, 12 h 15 – Kinshasa | 1er août 2023, 12 h 15 – Kinshasa | 1er août 2023, 12 h 15 – Kinshasa |            |            | 3 août 2023, 16 h 45 – Kinshasa | 3 août 2023, 16 h 45 – Kinshasa | 3 août 2023, 16 h 45 – Kinshasa | 3 août 2023, 16 h 45 – Kinshasa |                                 |                                 | 5 août 2023, 19 h 00 – Kinshasa | 5 août 2023, 19 h 00 – Kinshasa | 5 août 2023, 19 h 00 – Kinshasa | 5 août 2023, 19 h 00 – Kinshasa |
|  | A1                                | Liban                             | 77                                | 77                                |            |            | 3 août 2023, 16 h 45 – Kinshasa | 3 août 2023, 16 h 45 – Kinshasa | 3 août 2023, 16 h 45 – Kinshasa | 3 août 2023, 16 h 45 – Kinshasa |                                 |                                 | 5 août 2023, 19 h 00 – Kinshasa | 5 août 2023, 19 h 00 – Kinshasa | 5 août 2023, 19 h 00 – Kinshasa | 5 août 2023, 19 h 00 – Kinshasa |
|  | A1                                | Liban                             | 77                                | 77                                |            |            | 3 août 2023, 16 h 45 – Kinshasa | 3 août 2023, 16 h 45 – Kinshasa | 3 août 2023, 16 h 45 – Kinshasa | 3 août 2023, 16 h 45 – Kinshasa |                                 |                                 | 5 août 2023, 19 h 00 – Kinshasa | 5 août 2023, 19 h 00 – Kinshasa | 5 août 2023, 19 h 00 – Kinshasa | 5 août 2023, 19 h 00 – Kinshasa |
|  | B3                                | République du Congo               | 46                                | 46                                |            |            | 3 août 2023, 16 h 45 – Kinshasa | 3 août 2023, 16 h 45 – Kinshasa | 3 août 2023, 16 h 45 – Kinshasa | 3 août 2023, 16 h 45 – Kinshasa |                                 |                                 | 5 août 2023, 19 h 00 – Kinshasa | 5 août 2023, 19 h 00 – Kinshasa | 5 août 2023, 19 h 00 – Kinshasa | 5 août 2023, 19 h 00 – Kinshasa |
|  | B3                                | République du Congo               | 46                                | 46                                | Liban      | Liban      | 58                              | 58                              |                                 |                                 |                                 |                                 | 5 août 2023, 19 h 00 – Kinshasa | 5 août 2023, 19 h 00 – Kinshasa | 5 août 2023, 19 h 00 – Kinshasa | 5 août 2023, 19 h 00 – Kinshasa |
|  | 1er août 2023, 14 h 30 – Kinshasa |                                   |                                   |                                   | Liban      | Liban      | 58                              | 58                              |                                 |                                 |                                 |                                 | 5 août 2023, 19 h 00 – Kinshasa | 5 août 2023, 19 h 00 – Kinshasa | 5 août 2023, 19 h 00 – Kinshasa | 5 août 2023, 19 h 00 – Kinshasa |
|  |                                   |                                   | Cameroun                          | Cameroun                          | 69         | 69         |                                 |                                 |                                 |                                 |                                 |                                 | 5 août 2023, 19 h 00 – Kinshasa | 5 août 2023, 19 h 00 – Kinshasa | 5 août 2023, 19 h 00 – Kinshasa | 5 août 2023, 19 h 00 – Kinshasa |
|  | B2                                | Bénin                             | Cameroun                          | Cameroun                          | 69         | 69         | 42                              | 42                              |                                 |                                 |                                 |                                 | 5 août 2023, 19 h 00 – Kinshasa | 5 août 2023, 19 h 00 – Kinshasa | 5 août 2023, 19 h 00 – Kinshasa | 5 août 2023, 19 h 00 – Kinshasa |
|  | B2                                | Bénin                             | 3 août 2023, 19 h 00 – Kinshasa   |                                   |            |            | 42                              | 42                              |                                 |                                 |                                 |                                 | 5 août 2023, 19 h 00 – Kinshasa | 5 août 2023, 19 h 00 – Kinshasa | 5 août 2023, 19 h 00 – Kinshasa | 5 août 2023, 19 h 00 – Kinshasa |
|  | C1                                | Cameroun                          | 82                                | 82                                |            |            |                                 |                                 |                                 |                                 |                                 |                                 | 5 août 2023, 19 h 00 – Kinshasa | 5 août 2023, 19 h 00 – Kinshasa | 5 août 2023, 19 h 00 – Kinshasa | 5 août 2023, 19 h 00 – Kinshasa |
|  | C1                                | Cameroun                          | 82                                | 82                                | Cameroun   | Cameroun   | 54                              | 54                              |                                 |                                 |                                 |                                 |                                 |                                 |                                 |                                 |
|  | 1er août 2023, 19 h 00 – Kinshasa |                                   |                                   |                                   | Cameroun   | Cameroun   | 54                              | 54                              |                                 |                                 |                                 |                                 |                                 |                                 |                                 |                                 |
|  |                                   |                                   | Sénégal                           | Sénégal                           | 78         | 78         |                                 |                                 |                                 |                                 |                                 |                                 |                                 |                                 |                                 |                                 |
|  | C2                                | Madagascar                        | Sénégal                           | Sénégal                           | 78         | 78         | 56                              | 56                              |                                 |                                 |                                 |                                 |                                 |                                 |                                 |                                 |
|  | C2                                | Madagascar                        |                                   |                                   |            |            |                                 |                                 |                                 |                                 |                                 |                                 |                                 |                                 |                                 |                                 |
|  | A3                                | RD Congo                          | 53                                | 53                                |            |            |                                 |                                 |                                 |                                 |                                 |                                 |                                 |                                 |                                 |                                 |
|  | A3                                | RD Congo                          | 53                                | 53                                | Madagascar | Madagascar | 48                              | 48                              | Match pour la troisième place   | Match pour la troisième place   | Match pour la troisième place   | Match pour la troisième place   |                                 |                                 |                                 |                                 |
|  | 1er août 2023, 16 h 45 – Kinshasa |                                   |                                   |                                   | Madagascar | Madagascar | 48                              | 48                              | Match pour la troisième place   | Match pour la troisième place   | Match pour la troisième place   | Match pour la troisième place   |                                 |                                 |                                 |                                 |
|  |                                   |                                   | Sénégal                           | Sénégal                           | 94         | 94         |                                 |                                 | 5 août 2023, 16 h 45 – Kinshasa | 5 août 2023, 16 h 45 – Kinshasa | 5 août 2023, 16 h 45 – Kinshasa | 5 août 2023, 16 h 45 – Kinshasa |                                 |                                 |                                 |                                 |
|  | A2                                | Roumanie                          | Sénégal                           | Sénégal                           | 94         | 94         | 57                              | 57                              | 5 août 2023, 16 h 45 – Kinshasa | 5 août 2023, 16 h 45 – Kinshasa | 5 août 2023, 16 h 45 – Kinshasa | 5 août 2023, 16 h 45 – Kinshasa |                                 |                                 |                                 |                                 |
|  | A2                                | Roumanie                          |                                   |                                   |            |            |                                 | 57                              |                                 |                                 | Liban                           | Liban                           | 63                              | 63                              |                                 |                                 |
|  | B1                                | Sénégal                           | 87                                | 87                                |            |            |                                 |                                 |                                 |                                 | Liban                           | Liban                           | 63                              | 63                              |                                 |                                 |
|  | B1                                | Sénégal                           | 87                                | 87                                | Madagascar | Madagascar | 69                              | 69                              |                                 |                                 |                                 |                                 |                                 |                                 |                                 |                                 |
|  |                                   |                                   |                                   |                                   |            |            |                                 |                                 |                                 |                                 |                                 |                                 |                                 |                                 |                                 |                                 |

#### Matches de classement
|  | Classement 5–8                  | Classement 5–8                  | Classement 5–8                  | Classement 5–8                  |                        |       | Match pour la 5e place          | Match pour la 5e place          | Match pour la 5e place          | Match pour la 5e place          |
|  |                                 |                                 |                                 |                                 |                        |       |                                 |                                 |                                 |                                 |
|  | 3 août 2023, 14 h 30 – Kinshasa | 3 août 2023, 14 h 30 – Kinshasa | 3 août 2023, 14 h 30 – Kinshasa | 3 août 2023, 14 h 30 – Kinshasa |                        |       | 5 août 2023, 14 h 30 – Kinshasa | 5 août 2023, 14 h 30 – Kinshasa | 5 août 2023, 14 h 30 – Kinshasa | 5 août 2023, 14 h 30 – Kinshasa |
|  | République du Congo             | République du Congo             | 43                              | 43                              |                        |       | 5 août 2023, 14 h 30 – Kinshasa | 5 août 2023, 14 h 30 – Kinshasa | 5 août 2023, 14 h 30 – Kinshasa | 5 août 2023, 14 h 30 – Kinshasa |
|  | République du Congo             | République du Congo             | 43                              | 43                              |                        |       | 5 août 2023, 14 h 30 – Kinshasa | 5 août 2023, 14 h 30 – Kinshasa | 5 août 2023, 14 h 30 – Kinshasa | 5 août 2023, 14 h 30 – Kinshasa |
|  | Bénin                           | Bénin                           | 48                              | 48                              |                        |       | 5 août 2023, 14 h 30 – Kinshasa | 5 août 2023, 14 h 30 – Kinshasa | 5 août 2023, 14 h 30 – Kinshasa | 5 août 2023, 14 h 30 – Kinshasa |
|  | Bénin                           | Bénin                           | 48                              | 48                              | Bénin                  | Bénin | 36                              | 36                              |                                 |                                 |
|  | 3 août 2023, 12 h 15 – Kinshasa |                                 |                                 |                                 | Bénin                  | Bénin | 36                              | 36                              |                                 |                                 |
|  |                                 |                                 | RD Congo                        | RD Congo                        | 82                     | 82    |                                 |                                 |                                 |                                 |
|  | ' RD Congo                      | ' RD Congo                      | RD Congo                        | RD Congo                        | 82                     | 82    | 55                              | 55                              |                                 |                                 |
|  | ' RD Congo                      | ' RD Congo                      |                                 |                                 |                        |       |                                 | 55                              |                                 |                                 |
|  | Roumanie                        | Roumanie                        | 53                              | 53                              |                        |       |                                 |                                 |                                 |                                 |
|  | Roumanie                        | Roumanie                        | 53                              | 53                              | Match pour la 7e place |       |                                 |                                 |                                 |                                 |
|  |                                 |                                 |                                 |                                 |                        |       |                                 |                                 |                                 |                                 |
|  | 5 août 2023, 12 h 15 – Kinshasa |                                 |                                 |                                 |                        |       |                                 |                                 |                                 |                                 |
|  | République du Congo             | République du Congo             | 38                              | 38                              |                        |       |                                 |                                 |                                 |                                 |
|  | République du Congo             | République du Congo             | 38                              | 38                              |                        |       |                                 |                                 |                                 |                                 |
|  | Roumanie                        | Roumanie                        | 64                              | 64                              |                        |       |                                 |                                 |                                 |                                 |
|  | Roumanie                        | Roumanie                        | 64                              | 64                              |                        |       |                                 |                                 |                                 |                                 |

### Classement final
| Pos | Équipe              |
| --- | ------------------- |
| 1   | Sénégal             |
| 2   | Cameroun            |
| 3   | Madagascar          |
| 4   | Liban               |
| 5   | RD Congo            |
| 6   | Bénin               |
| 7   | Roumanie            |
| 8   | République du Congo |
| 9   | Tunisie             |
| 10  | Tchad               |